# Eduard Tregler
Eduard Tregler (5. ledna 1868 Louny – 6. srpna 1932 Bystřice pod Hostýnem) byl český varhaník, hudební skladatel a pedagog.

## Život
Základy hudebního vzdělání získal u svého otce, který byl nadšeným klavíristou samoukem. Postavil si dokonce vlastní klavír. Dalšími učiteli byli Vojtěch Švácha a místní varhaník Josef Vejšický. V roce 1883 se stal studentem Varhanické škole v Praze. Studoval hru na varhany a skladbu u Františka Skuherského, Františka Blažka a Josefa Kličky. Po absolvování školy ještě pokračoval na Pražské konzervatoři studiem hry na klavír u Jindřicha Káana.
V roce 1889 se stal Tregler varhaníkem a později i ředitelem kůru dominikánském kostele sv. Jiljí v Praze. Chrám měl v té době vynikající sbor a Tregler pro něj v letech 1892–1895 zkomponoval sedm mší. V Praze se aktivně účastnil hudebního života města. Byl blízkým přítelem Antonína Dvořáka a o Velikonocích roku 1895 uvedl s velkým úspěchem jeho Stabat Mater v kostele sv. Jakuba Většího na Starém Městě.
V roce 1897 zvítězil v konkurzu na místo dvorního varhaníka v Drážďanech. Po třech letech se však vrátil do Prahy, neboť (podle vlastního vyjádření) „bylo teskno mezi Němci“. Stal se ředitelem kůru v kostele sv. Václava v Praze na Smíchově. Kromě toho vyučoval v hudebním ústavu Dvořákeum, který v roce 1904 spolu s Antonínem Heřmanem založil.
Vedle chrámové hudby se věnoval intensivně i světské komorní hudbě. Jako sólový klavírista, či ve spolupráci s Heroldovým smyčcovým kvartetem., podnikl řadu zahraničních koncertních turné. Vystupoval ve Vídni, v Lipsku, Berlíně a v mnoha městech Ruska a jihu Evropy.
Kvůli častým nemocem členů své rodiny se rozhodl Prahu opustit. Odešel do Loun a vyučoval hudbě na střední škole a působil jako sbormistr lounského Hlaholu. V roce 1906 založil amatérský symfonický orchestr, Lounskou filharmonii. Jako ředitel Spolku pro hudební výchovu se podílel rovněž na založení hudební školy, která dostala název Smetana.
V roce 1913 zvítězil v konkurzu na místo profesora na varhanické škole v Brně, kterou řídil Leoš Janáček. Z finančních důvodů se však po krátkém působení v Brně vrátil do Loun jako ředitel kůru v chrámu sv. Mikuláše. V roce 1916 se však opět do Brna vrátil. Vyučoval hru na varhany, obligátní klavír a harmonii. Působil jako dirigent v brněnském Orchestrálním sdružení a jako předseda Státní zkušební komise. Pokračoval také v koncertní činnosti. V Brně již zůstal až do své smrti v roce 1932. Je pohřben na Ústředním hřbitově v Brně.

## Dílo

### Komorní hudba
- Klavírní skladby op. 1 (1892)
- Serenáda pro 4 lesní rohy op. 30 (1896)
- Romance pro violoncello a klavír op. 19 (1896)
- Romance pro housle a klavír op. 13
- Composition pour piano op. 16a, sešit I. (1897)
- Klavírní skladby řada II. op.16b (1897)
- Klavírní kvintet (1897)
- Sonáta pro housle a klavír op. 29
- Akvarelly. Pět klavírních skladeb op. 18
- Romance pro housle s průvodem klavíru
- Trio pro harfu, flétnu a basový klarinet op. 28

### Varhany
- Předehry a dohry pro varhany op. 7
- Fantazie g-moll op. 8 pro varhany (1895)
- 100 preludií pro varhany op. 23 Mše F dur op. 26 pro mužský sbor (1895)
- 64 krátkých předeher a meziher pro varhany op. 10 (1896)
- Sonáta c-moll pro velké varhany op. 27
- 50 předeher a meziher pro varhany op. 20 (1896)
- Fantazie pro harmonium

### Vokální skladby
- Sbory pro ženské hlasy s průvodem klavíru op. 3 (1893)
- Různé nálady (Písně pro jeden hlas s průvodem klavíru op. 17
- Čtyři ženské sbory s průvodem klavíru op. 14
- Dva dvojhlasé sbory s průvodem varhan
- Čtyři ženské sbory bez průvodu op. 24
- Patero smíšených sborů bez průvodu op. 25

### Mše
- Missa jubilaei op. 2 pro smíšený sbor, varhany, 2 trubky a 3 pozouny (1892)
- Mše ke cti sv. Václava op. 4 (1892)
- Missa solemnis op. 5 pro smíšený sbor a varhany (1892)
- Missa in D op. 6 pro smíšený sbor a varhany (1892)
- Missa brevis I. C-dur op. 12 pro smíšený sbor a varhany (1893)
- Missa brevis II. D-dur op. 9 pro smíšený sbor a varhany (1894)
- Missa brevis III. f-moll op. 22 (1894)

### Ostatní chrámové skladby
- Sbor ke cti sv. Josefa (1892)
- Komenského poslední modlitba (1892)
- Sólové vložky k mimoliturgickým pobožnostem op.15 (Ave verum corpus, Ó Bone Jesu, Ave Maris Stella, 1894)
- Ave Maria op. 11 pro vyšší hlas, housle a varhany (1894)
- Dvě Ave Maria, Ó Sanktissima op. 21 pro sólový hlas, varhany, harfu a lesní roh (1894)
- Pange lingua